# Breña Baja
Breña Baja er en by og kommune i det sydvestlige Spanien på øen La Palma i provinsen Santa Cruz de Tenerife, De Kanariske Øer. Den har et indbyggertal på 6.112 (2024) indbyggere.